# Hỗng tràng
Hỗng tràng (Tiếng Anh, Tiếng Pháp: jejunum )là đoạn thứ hai của ruột non người và hầu hết các động vật có xương sống xương sống bậc cao, bao gồm động vật có vú, bò sát và các loài chim.